# Qdoba
Qdoba墨西哥食品
（kew-DOH-bə）是一家墨西哥食品连锁餐饮公司，目前在美国和加拿大经营。 该公司最初由ACI资本、西部增长资本等私人投资者控制，后由 Jack in the Box 购得，现为其一家全资子公司。